# Rodziewszczyzna (rejon iwiejski)
Rodziewszczyzna – dawny zaścianek. Tereny, na których był położony, leżą obecnie na Białorusi, w obwodzie grodzieńskim, w rejonie iwiejskim, w sielsowiecie Ejgirdy.

## Historia
W czasach zaborów zaścianek w gminie Holszany, w powiecie oszmiańskim, w guberni wileńskiej Imperium Rosyjskiego. W 1905 roku liczył 13 mieszkańców, 36 dziesięcin, własność Hruszkiewicza.
W latach 1921–1945 zaścianek leżał w Polsce, w województwie wileńskim, w powiecie oszmiańskim, w gminie Krewo, a następnie w gminie Holszany.
W 1931 w 4 domach zamieszkiwało 17 osób.
Wierni należeli do parafii rzymskokatolickiej i prawosławnej w Borunach. Miejscowość podlegała pod Sąd Grodzki w Holszanach i Okręgowy w Wilnie; właściwy urząd pocztowy mieścił się w Borunach.